# کریستینا مور
کریستینا مور (انگلیسی: Christina Moore؛ زادهٔ ۱۲ آوریل ۱۹۷۳) یک هنرپیشه اهل ایالات متحده آمریکا است. وی از سال ۱۹۹۶ میلادی تاکنون مشغول فعالیت بوده‌است.
از فیلم‌ها یا برنامه‌های تلویزیونی که وی در آن نقش داشته است می‌توان به بدون پارو، جسی و دیوانه‌وار دویدن اشاره کرد.